# Parafia św. Józefa w Wilnie
Parafia św. Józefa w Wilnie – rzymskokatolicka parafia znajdująca się w Wilnie, na Zameczku, w archidiecezji wileńskiej w dekanacie wileńskim II.
Kościoły i kaplice na terenie parafii:
- kaplica św. Józefa w Wilnie – kościół parafialny
- kościół św. Józefa w Wilnie – kościół parafialny w budowie

Msze święte odprawiane są w językach polskim i litewskim.